# Катастрофа Ан-32 в Киншасе
Катастрофа Ан-32 в Киншасе — крупная авиационная катастрофа, произошедшая в понедельник 8 января 1996 года. Российский грузовой самолёт Ан-32Б авиакомпании «Московские воздушные линии (Moscow Airways)» совершал внутренний рейс по маршруту Киншаса—Кахемба, но при разбеге по взлётной полосе аэропорта Киншасы не смог подняться в воздух, выкатился за её пределы и врезался в рынок, который был расположен совсем рядом с ВПП (фактически в центре города). В катастрофе погибли 298 человек — 1 член экипажа самолёта и 297 человек на земле (в других источниках — 237 человек на земле); ещё 253 человека на земле получили ранения различной степени тяжести.
На 2025 год эта авиакатастрофа остаётся самой крупной по количеству погибших на земле и одной из девяти крупнейших авиакатастроф (не считая терактов 11 сентября 2001 года), а также крупнейшей авиакатастрофой в истории континентальной Африки и российской гражданской авиации.

## Самолёт

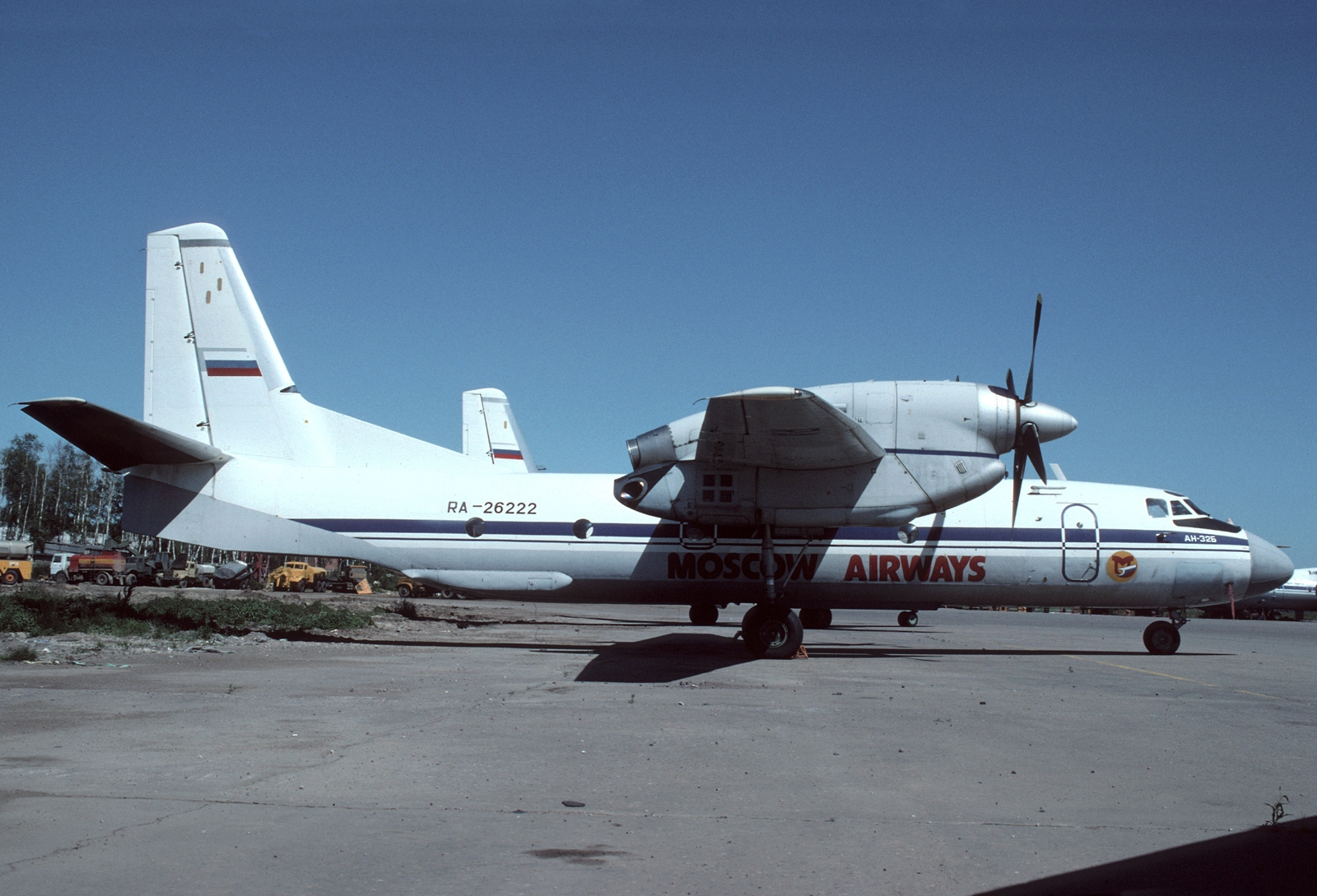
разбившийся самолёт за 1 год до катастрофы

Ан-32Б (регистрационный номер RA-26222, серийный 23-01) был выпущен Киевским государственным авиационным заводом «Авиант» 9 февраля 1990 года. Эксплуатировался авиакомпаниями «МРП» («Ленинец НПО»; в 1990 году) и «Аэролит» (в 1993 году). 18 ноября 1994 года был передан авиакомпании «Московские воздушные линии (Moscow Airways)». Оснащён двумя турбовинтовыми двигателями АИ-20 производства ЗМКБ «Прогресс» имени А. Г. Ивченко.

## Хронология событий
Ранним утром 8 января 1996 года полностью заправленный Ан-32Б борт RA-26222 должен был выполнить внутренний грузовой рейс из Киншасы в Кахембу. По официальной версии он должен был доставить продовольственные товары; по сообщениям Washington Post, он перевозил оружие для группировки UNITA в соседней Анголе.  Самолёт выполнял полёты по договору лизинга с заирской авиакомпанией African Air. Экипаж состоял из командира Николая Казарина, второго пилота Андрея Гуськова, штурмана Андрея Коковихина и бортмеханика Андрея Беляева. Также в состав экипажа входили сменный штурман Сергей Гладких (гражданин Украины) и гражданин Заира, сопровождавший рейс.
В 11:40 WAT Ан-32Б начал разбег по взлётной полосе аэропорта Н'Доло. ВПП была сухая. Закрылки самолёта были выпущены на 25°. На 28-й секунде от начала разбега, при скорости 130 км/ч, руль высоты был отклонён до 20° и оставался в таком положении до катастрофы. На 32-й секунде угол тангажа увеличился на 3,5°, но лайнер продолжил разбег в трёхточечном положении, несколько разгрузив переднее колесо носовой стойки шасси. На 39-й секунде скорость достигла 194 км/ч, что соответствовало скорости подъёма носовой стойки шасси при заявленной взлётной массе самолёта (26 тонн). На 42-й секунде скорость достигла скорости отрыва 204 км/ч, но отрыва стойки не произошло и самолёт продолжил движение всеми шасси по ВПП.
На 47-й секунде пилоты попытались прервать взлёт уборкой РУДов, а через 3 секунды снятием воздушных винтов с упора. Действия экипажа по прекращению взлёта не предотвратили выкатывания самолёта за пределы ВПП и аэропорта, следы торможения на ВПП отсутствовали, реверс обоих двигателей был задействован экипажем слишком поздно. На большой скорости лайнер выкатился за пределы ВПП, ударился о бруствер дренажной бетонной канавы, выехал на территорию рынка, расположенного в створе ИВПП, промчался по торговым рядам около 240 метров и загорелся от столкновения с рыночными постройками. Очевидцы катастрофы утверждали, что при попытке совершить взлёт у самолёта не поднялась носовая часть.
В результате катастрофы погиб 1 член экипажа (бортмеханик), остальные 5 членов экипажа получили ранения и эвакуировались из горящего самолёта. Расправы разъярённой толпы над экипажем удалось избежать благодаря действиям полиции. Также в катастрофе погибли 297 человек на земле (преимущественно женщины и дети), ещё 253 получили ранения. Пострадавшие были доставлены в больницы Киншасы, которые вскоре оказались переполненными. Тела погибших оказались настолько изувечены, что удалось идентифицировать личности лишь 66 человек. Неопознанные жертвы были похоронены в братской могиле.

## Расследование
Разбившийся Ан-32Б принадлежал авиакомпании «Московские воздушные линии», основанной в 1993 году после того, как материнское предприятие «Шереметьево-2» распалось на несколько юридически независимых подразделений. Через некоторое время компании объединились, однако предприятие «Московские воздушные линии» сумело сохранить независимость, успев к тому времени акционироваться. Полёты лайнеров авиакомпании выполнялись со значительными нарушениями, что привело к запрету деятельности авиакомпании 4 января 1996 года комиссией Московского регионального управления воздушным транспортом по причине некачественного техобслуживания самолётов, но при этом авиакомпания незаконно продолжала свою деятельность вплоть до катастрофы в Киншасе. 26 февраля 1996 года московская транспортная прокуратура возбудила уголовное дело по статье 85 УК РСФСР («Нарушение правил безопасности движения и эксплуатации транспорта»). Представители авиакомпании заявили, что на момент катастрофы самолёт был технически исправен.
10 января 1996 года с целью расследования причин катастрофы в Киншасу отправились специалисты Межгосударственного авиационного комитета (МАК) и ДВТ Министерства транспорта России. Точные причины и обстоятельства катастрофы выяснить не удалось, поскольку власти Заира не предоставили необходимой информации о происшествии представителям следственной комиссии. Несмотря на то, что самолёт был украинского производства, власти Заира отправили бортовой магнитофон МС-61 и параметрический самописец для расшифровки в Канаду.

### Результаты расследования
1. Отсутствие контроля со стороны членов экипажа за загрузкой и центровкой самолёта.
2. У экипажа истекли сроки проверки техники пилотирования.
3. Контракт на работу авиакомпании «Московские воздушные линии» в Заире был прерван 29 декабря 1995 года.
4. Свидетельство эксплуатанта а/к «Московские воздушные линии» было приостановлено, и все экипажи об этом знали.

Причиной катастрофы явилось выполнение полёта с взлетной массой, превышающей максимально допустимую. По расчетам, взлётная масса самолёта при взлёте составляла 29 200—34 000 килограммов, то есть превышала максимально допустимую 27 000 килограммов.
Следующие факторы, повлиявшие на катастрофу:
1. Попытка взлёта с взлетной массой, превышающей максимально допустимую.
2. Неудовлетворительный контроль за объективностью сведений о фактическом количестве заявленного к перевозке груза.
3. Позднее распознавание ситуации экипажем и запоздалые действия по прекращению взлёта.

Особо тяжёлые последствия катастрофы были обусловлены наличием на территории, принадлежащей аэропорту, рынка с большим количеством людей.

## Суд над российскими пилотами
Переговоры российских дипломатов с властями Заира не принесли результатов — КВС Николай Казарин и второй пилот Андрей Гуськов предстали в Киншасе перед судом. На судебном заседании оба пилота в случившейся катастрофе обвиняли друг друга. В ходе расследования пилоты утверждали, что вместо указанных в официальных документах 2 тонн груза рабочие аэропорта Н'Доло поместили на борт не менее 11 тонн:

 Он дал мне документы на подпись… и сообщил о 2 тоннах груза, хотя на самом деле на борту самолёта находилось около 11 тонн.
— Андрей Гуськов о сотруднике аэропорта Н'Доло
После пятимесячного разбирательства суд обвинил пилотов в убийстве и 6 августа 1996 года приговорил их к двум годам лишения свободы. Остальным трём членам экипажа удалось вернуться в Россию. Авиакомпании Scibe Airlift и African Air были оштрафованы суммарно на $ 1 400 000 для выплаты компенсации пострадавшим и семьям погибших в катастрофе.